# Уставни суд (Белгија)
Уставни суд (фр. Cour constitutionnelle, хол. Grondwettelijk Hof) је надлежан да разматра предмете уставности појединих закона и законитости подзаконских аката у Краљевини Белгији.
До 10. маја 2007. звао се Арбитражни суд. Без обзира на тај назив он није разматрао привредне (трговинске) предмете него само уставне.

## Надлежностти
Суд је основан 1980. за вријеме федерализације земље и своју прву одлуку је донио 1985. године. Првобитно је рјешавао само спорна питања између федералне владе и власти националних заједница и региона Белгије. Од самог почетка је имао право да укине законе. Од 2003. године одлучивао је о питањима уставности закона који се тичу права човјека.

## Састав
Уставни суд се састоји из 12 судија, шест који говоре холандски и шест француски језик (један од судија је дужан да зна и њемачки језик). Половина чланова Уставног суда су професионални правници а друга половина су политичари - бивши посланици законодавних домова или парламената заједница и региона. Многи од њих су такође правници по образовању. Сваког судију именује краљ Белгије из двојице кандидата који предлаже Представнички дом и Сенат.

## Процедура
Предмети могу упућени на разматрање Уставног суда на два начина: кроз судски поступак или кроз поступак за тражење поништења закона. Право тражења да се поништи закон имају:
- федерални Савјет министара;
- владе заједница и региона;
- свако физичко лице које посједује потребне доказе и предсједници законодавних скупштина на захтјев 2/3 посланика свога дома.